# ポコポッテイト
『ポコポッテイト』（Poco Potteito）は、2011年（平成23年）3月28日から2016年（平成28年）3月31日までNHK教育テレビジョンの幼児向け番組『おかあさんといっしょ』内で放送されていた着ぐるみによる人形劇。12作目に当たる。
前作『モノランモノラン』が短期間で終了したため、番組のOP・EDや番組セットは2009年（平成21年）度からの物を引き続き使用していた。
キャッチコピーは「めげない・へこまない・あきらめない」。

## 作品概要
本作は動物がモデルであり、年齢、一部漢字表記の名前のキャラクターを採用したのは第9作『ドレミファ・どーなっつ!』以来19年ぶり（前2作は架空の生物で、年齢も不明だった）となった。また、その動物がラーテル、ネコ、ヒツジとバラバラで実在する品種まで設定されているのは、現時点までで唯一の作品になっている。実写のみでアニメーション版がない人形劇。『モノランモノラン』の後継にあたる。
タイトルロゴはシンプルで、太陽をイメージしたジャガイモのイラストに「ポコ」、水色で「ポ」、青で「ッ」、ピンクで「テ」、紫で「イ」、緑で「ト」と書かれたものである。また、後述する主題歌の歌詞は「ポコポッテーーイト」と「テ」を伸ばすため、3画目が非常に長いものになっている。
ムテ吉役のくまいもとこにとっては前々作『ぐ〜チョコランタン』でアネム役以来2度目の参加で、このシリーズで初の主人公を演じた作品となった。また、ミーニャ役の加藤英美里と、かつて『BSおかあさんといっしょ』で歌のおにいさんを担当していたメーコブ役のひなたおさむは本作が人形劇初出演となり、後者は『おかあさんといっしょ』関連の番組の顔出し出演者が初めて人形劇のキャストに起用された。そのため、平成に放送を開始した『ドレミファ・どーなっつ！』以降、メインキャラクターの声を本職の声優以外の著名人が担当するのは、こちらも現時点までで唯一の作品になっている。また、サブキャラクター役の小林優子は『モノランモノラン』から引き続き出演した。さらに、緒方賢一は『ざわざわ森のがんこちゃん』や『あつまれじゃんけんぽん』シリーズなど、Eテレを代表する道徳番組の人形劇に2025年（令和7年）現在も出演中のベテラン声優だが、『おかあさんといっしょ』の人形劇の方は本作が初出演となった。
原作は前作の脚本に参加していた金杉弘子が担当、音楽も斎藤ネコが前作から続投し、本作のほぼ全楽曲の作詞・作曲も手がけている。
2011年（平成23年）6月1日、NHK教育テレビジョンの略称が「教育テレビ」から「Eテレ」に変更されため、本作は「教育テレビ」で第1話を放送した最後の人形劇であると共に「Eテレ」で最終回を迎えた最初の人形劇でもある。
通常は1話5分だが、1話と2話は8分、最終回は6分に拡大しての放送。
月曜から木曜は新作（2015年〈平成27年〉度の月曜日は『ぽていじまほうそうきょく』と言う副題が付いて、ポコポッテイトに届いたお便りを紹介する日になっている）、金曜と土曜は原則的に昨年のストーリーを再放送する。字幕の色は全員白。
2016年（平成28年）3月31日を以て放送を終了し、本作の登場キャラクターは4月2日に『おかあさんといっしょ』から卒業した。
2019年5月1日、次作『ガラピコぷ〜』の放送期間中に令和に改元されたため本作は全話、平成のうちに放送された最後の人形劇となった。

## イントロダクション
大海原にポコッと浮かぶ、ジャガイモにそっくりな島「ぽていじま」。海あり、山あり、超古代文明が眠る密林あり、さらに温泉も湧き出る楽園のような島である。
ぽていじまには銭湯の経営者の孫・ラーテルの男の子ムテ吉が暮らしていた。そこへ、都会から不思議なトンネルを通って、マンチカンの女の子ミーニャとジャコブヒツジの男の子メーコブがやってくる。おばあちゃんと二人で暮らしていたムテ吉にとって、彼女達は初めての友達となった。

## 登場キャラクター

### メインキャラクター
ムテ吉（ムテきち、Mutekichi）
声 - くまいもとこ
本作の主人公。ラーテルの男の子。3歳。イメージカラーは水色。立ち位置は中央。
一人称は「オラっち」で、よく語尾に「なんだゾ」や「だーい」と付けて喋る。
「じゃじゃじゃーん」と言って登場し、「今日もごきげん元気、ムテキのムテ吉だーい」と挨拶する。「めげない・へこまない・あきらめない」がモットー。
服装は、水色をベースとしたノースリーブのシャツに半ズボンと、星形のネックレス、青い鼻緒の草履。シャツの左胸にはトレードマークがついている。この服装から変わる事は比較的少ないが、本人曰く「おしゃれは何でも似合う」。
明るくわんぱくで正義感に溢れるリーダー的存在。常に勇気を忘れず前向きに突っ走る性格で、どんな事があっても決してへこまないが、たまに大泣きをしてしまう泣き虫な一面も持つ。細かいことは全く気にせず、曲がったことは嫌い。その破天荒な言動から、よくミーニャとメーコブを驚かせている。
体が非常に頑丈で、岩に突っ込もうがヘビに噛まれようが平然としている。
赤ん坊の頃から愛用の赤いデッキブラシを持ち歩いており、よくデッキブラシをギターのつもりで弾いている。また、棒を持つとついつい振り回してしまう。
風呂掃除が日課だが、サボって抜け出すことが多い。難しい説明をされるといつも歌ってごまかす。
好きな食べ物はせんべい（中でもザラメせんべい）とはちみつで、嫌いだった食べ物はしいたけ。
読み書きができないので、両親宛の手紙はララパに書いてもらっている。それが理由で本が苦手なので、文字を必死に覚えようとしたこともあるが、あいうえおの「お」だけがどうしても書けず、挫折したらしい。工作は得意だが、絵を描くのは苦手。じゃんけんがとても強い。ハンバーガーや回転寿司の存在を知らないなど、都会に関する事柄には疎い。
元々ぽていじまに住んでおり、家は銭湯「ぽてい湯」を経営している。一人っ子であり、祖母との二人暮らしである（ララパも含めると3人暮らし）。だが、ミーニャとメーコブと友達になる前の記憶がほとんどないという。
両親はトレジャーハンターのため基本的に留守。祖母を「ばーちゃん」、父親を「とーちゃん」、母親を「かーちゃん」と呼んでいる。家族はいずれも劇中には登場していない。
最終回（2016年〈平成28年〉3月31日放送分）で両親がぽてい島に帰還することになり、ミーニャやメーコブと共にぽていどん海岸まで迎えに行くところで本編は終了した。また、自身にとって二人が「宝物」だと称している。
夢は世界一周の旅に出ることで、そのときはミーニャとメーコブにも同行してもらおうと思っている。宿敵はリスで「シャーシャー」と言いながら向かっていくが、必ず負ける。
2013年（平成25年）度から2015年（平成27年）度まで番組最初の歌のコーナーでおにいさん・おねえさん・子供達と一緒にスタジオの席に座っていた。その際、おにいさん・おねえさんたちと絡んだり、歌を一緒に歌うこともあった。
ミーニャ (Meenya)
声 - 加藤英美里
マンチカンネコの女の子。3歳。イメージカラーはピンク。一人称は「私」で、「かわいい」を「ニャわいい」といったり、語尾に「ニャ」と付けて喋ることが多い。デッキブラシの色は白。立ち位置は右。
基本的に明るく強気で活発な性格。思ったことはすぐ口に出す。1度決めた行動は達成するまでやり続けるという根性を持った頑張り屋だが、甘えん坊な一面も持つ。
負けん気が強く、向こう見ずなところがある。ムテ吉ほどではないが落ち着きが無く、ドジなところもある。落ち込みにくく、涙ぐむ場面はほとんど無い。
モデルに憧れておりおしゃれが大好きで、毎日入念を欠かさない。ポーズを決めて満足したり、手鏡を取り出し身なりを確認するなど、身だしなみには相当気を使っている。
ムテ吉のセリフや、メーコブのやろうとしていた行動を取ってしまうことがしばしばある。
好きな色はピンクで、ピンクのワンピースとバンダナとサンダルを着用。いつも持っているバスケットの中には携帯電話やアクセサリーがいろいろ入っている。ネコゆえに木登りもできるらしい。
特技は空手で力が強い。また、猫らしく鋭い爪を持っており、ぽていフルーツなどを素手で切ることもできる。
都会で生まれ育ち、メーコブとは元々友人同士。メーコブと公園で遊んでいた際に、虹色に輝く不思議なトンネルを見つけ、興味本位でトンネルをくぐってぽていじまへやってきた。ムテ吉に出会いぽていじまを探険し、ぽていじまを気に入って毎日遊びに来るようになった。
家は床屋を経営している。父親、母親、赤ん坊の妹との4人暮らしである。父親を「パピー」、母親を「マミー」と呼んでいる。なお、祖母が声のみで登場したムテ吉、後述のファミリーコンサートで屋敷関係者が登場したメーコブとは異なり、彼女のみ家族は回想などを含め劇中には全く登場していない。
ムテ吉には「マンチカンネコ」のことを「トンチンカンネコ」と間違って覚えられている。「にゃんかわいい」という雑誌を愛読している。嫌いだった食べ物はピーマン。箸はまだ使いこなせていない。
最終回間際（2016年3月28日放送分）の時点では幼稚園入園を控えている。
2013年度から2015年度まで日替わりコーナー「かぞえてんぐ」の進行も担当していたが、かぞえてんぐ（横山だいすけ）にはいつも「猫ちゃん」と呼ばれていた。最後の出演回（2016年3月30日放送分）でようやく名前を呼ばれ、謝礼と共に花束を贈られた。
メーコブ (Meycob)
声 - ひなたおさむ
ジャコブヒツジの少年で、ひつじ界の名門ジャコブ家の御曹司。5歳。イメージカラーは茶色。一人称は「僕」で、口癖は「エッヘン」。デッキブラシの色は黄色。立ち位置は左。
決め台詞は「このぶち模様は名門ジャコブ家の伝統のしるし、何を隠そう僕はヒツジのプリンス『メーコブ』だ」。だが、その見た目からよく牛に間違われる。
服装もお坊ちゃまらしく、茶色系のスリーピースを着用しているが、服からぶち模様の腹が出ている。赤い蝶ネクタイは母親に結んでもらっている。
冷静な判断力を持ち、クールで真面目。争いごとを好まない平和主義であり、お人好しで世話好き。年下のムテ吉とミーニャを常に優しく見守っており、牛に間違われた時以外で怒ることはほとんどない。几帳面で、ムテ吉とミーニャに自分の几帳面さを見習ってもらおうとしているが、二人からは過度の神経質さに呆れられている。優しい性格ゆえに小心者で怖がりなところもあり、困ったことがあると「お母さーん！」と叫んで助けを求めることもある。虫については図鑑の物は平気だが、実物は苦手で、ムテ吉とミーニャが平気な掌サイズの蛇や蜥蜴、蛙にさえも恐れを成して逃げ出してしまう。
父親はウール工場の経営者。
頭が良く、メンバーにしばしば知恵を貸す。自分は完璧だと思っており、ジャコブ家であることに誇りを持っている。じゃんけんは非常に弱い。体力には自信がないが、本気を出せば逃げ足だけはかなり速い。「ぼくもう無理〜！」と叫ぶととんでもない力を発揮することがある。嫌いだった食べ物はジンギスカンとナス。寿司は基本的に板前で食べる。
数年前に家をそっと抜け出したことがあり、いつもと違う公園に行こうとしたが途中で道に迷い、道端で泣いているところをミーニャに助けてもらい、それからミーニャと友達になった。ミーニャと共に不思議なトンネルをくぐって都会からぽていじまへやってきて、毎日遊びに来るようになる。
牛に間違われることを非常に気にしており、間違えられると「ひ・つ・じ」と強調するにもかかわらず、悲しくなったりいやなことをされてしまうと「モー（無理）」と喋る癖があり、行動も紛らわしいものが多いため、ムテ吉からは羊だということを忘れられてしまうことが多い。
歌が上手で、オペラ歌手になりたいといっている。ヒツジ幼稚園年長組のラムちゃんが大好き。
最終回間際（2016年3月28日放送分）には小学校入学を控えている。これにより初登場時のメーコブは誕生日を迎えていない5歳児であることが明確になった。また、ムテ吉達と遊んでいるうちに牛に間違われても気にしなくなったと発言している。
声のひなたはBSおかあさんといっしょの元・うたのおにいさんとして本人が出演していた。キャラクターイベント「ポコポッテイトがやってきた!!」でもひなた本人が顔出しで出演していた。
番組内では木曜日の「め〜しゃしんかん」のコーナーも担当した。三谷たくみの事を「たくみ君」と呼んでおり、物を極端な接写で撮った写真を披露していた。
ララパ（Lalapa）
声 - こおろぎさとみ
超古代生物の女の子。一人称は「ララパ」。大昔からぽていじまに住んでいるが、今はムテ吉の家で暮らしている。デッキブラシの色は朱色。
空中浮遊や瞬間移動が出来るなど、不思議な力を持っている。ハチャメチャなムテ吉に対し、普段はクールだが心の中では優しく見守っている。島のことなら何でも知っている。
ムテ吉いわく「オラっちのペット」（ララパ自身は「ペットじゃない」と否定している）。怒ると「ララプィ」というだけだが、さらに怒らせると黒いオーラが出てきて悪魔のような目つきと角が生えた様な頭になり、ムテ吉を恐怖に震え上がらせる。
ムテ吉のばあちゃんの声真似が上手い（声優も一緒）。頭につけている花はぽていじまで一番珍しいらしい。ゾウガメの長老さまよりも遥かに年上らしい。
森の奥深くにある長老さまの家のさらに奥深くにある、ぽてい遺跡にある白い花に色をつけることができるが、何のためにそうしているのかは不明。ララパの通った後につぼみだった花を一斉に咲かせたり、反省しないムテ吉を宙に浮かせて拘束したりする能力を持つ。

### サブキャラクター
ゾウガメのちょうろうさま
声 - 緒方賢一
その名のとおりゾウガメの老人。一人称は「ワシ」で、「カメ」が口癖。
ぽていじまの古くからの住人であり、みんなの相談役。クイズ好き。事あるごとに、三択形式のクイズを出してくることがあるが、大方3番目の答えが正解となっているため、慣れれば正解させるのは容易い。
マイペースで、天然の部分が多い。若かったころの写真を宝箱のような箱に入れて取っておいている。
本名はけんいち。
カメキャラクターの登場は『ドレミファ・どーなっつ!』のウミガメのカメダスさん以来となった。
マーモット3きょうだい
声 - 江原正士（マッチョ）、小林優子（モッチョ）、こおろぎさとみ（トッチョ）
マーモットの3兄弟。2012年10月に3人の名前が判明した。マッチョが長男、モッチョが次男、トッチョが末妹である。
アイキャッチ担当であり、「まだまだもっと 続くよまぁもっと」とコーラスする（コーラスの場所は様々である）。学校にも通っている。
土の中に穴を掘って生活しており、ドアが青、黄、赤の3つに分かれている。「マーモットはどこだ?ゲーム」という遊びがある。
マッチョはスポーツが大好きで、毎日ダンベルトレーニングをしている。青いオーバーオールを着用している。
モッチョは食いしん坊で子供っぽい。黄色いオーバーオールを着用しており、ポケットの中には木の実を入れている。
トッチョは厚化粧をしている。赤いオーバーオールを着用しており、ポケットにはいつも手鏡と化粧セットを入れている。
アオアシカツオドリのゆうびんやさん
声 - 江原正士（旦那）、小林優子（妻）
アオアシカツオドリの夫婦。仲睦まじいおしどり夫婦で、よくお互いの体を「ぺったん、こったん」とおしつけいちゃいちゃしている。
旦那はいまどき珍しいほど生真面目で心優しい性格の持ち主。嫁もとても優しく、料理も上手。
特技は皿回し。
郵便物を届けることが仕事だが、飛ばない。手紙が多いときは分かれて配達をする。それぞれの名前は不明。
番組終了直前の2016年3月29日放送分で夫妻に赤ちゃんが生まれる。名前は「ポテ子」。
鳥類キャラクターの登場は、上記のゾウガメのちょうろうさまと同じく『ドレミファ・どーなっつ！』の「カモメの郵便屋さん」こと、郵々迷留（ゆうゆうめいる）以来となった。

### 名門ジャコブ家
ヨッテンマイヤー
演 - 小林よしひさ
名門ジャコブ家の執事。メーコブからは「じいや」と呼ばれる。一人称は「わたくし」。
ファミリーコンサート「どうする!どうなる?ごちそうまつり」に登場。着ぐるみではなく、小林本人が顔出し出演している。
ジョン・ピエール・マユルーム
演 - いとうまゆ
名門ジャコブ家の料理長。食事はすべて彼女が作っている。ヨッテンマイヤーと同様ファミリーコンサート「どうする！ どうなる？ ごちそうまつり」に登場し、着ぐるみではなく、いとう本人が顔出し出演している。
おじいさん
メーコブの祖父。現在は銅像のみが残る。

### 幻
ぽてい様
ぽていじまに存在するといわれる神様。みんなまだ会ったことがないらしく、どんな神様なのかはまだ不明。
ゾウガメ長老さまは幸せを呼ぶ神様でいつもにっこり微笑んでいる、アオアシさんは大きな大きな太鼓のようなおなかで口も声も大きい、マーモットさんはいつも大きな袋を持っていて耳がすごく大きくてほっぺがふっくらぷくぷくしていると言っている（何れも布袋を思わせる特徴である）。

### ゲストキャラクター
マメ吉
声 - くまいもとこ
自称は「マメに働く真面目キッチリのマメ吉」。
2013年の「おかあさんといっしょ 夏特集」のポコポッテイトスペシャルのみに登場する鏡の世界のムテ吉。本物との相違点は、ほっぺの色が本物は薄いピーチ色なのに対し彼は赤い点や、服のマークや星型のネックレスの茶色い部分も逆の場所にある等。デッキブラシは本物と同様、赤である。
丁寧な口調で話す。一人称は「わたくし」。友達は鏡に映るムテ吉のみ。また彼のことは「ムテ吉さん」と呼ぶ。鏡の世界から飛び出してきたが、早く戻らないとムテ吉は消えてしまう。
モミー
声 - かないみか
自称は「モミの木のモミー」
2013年の「おかあさんといっしょ 冬特集」のポコポッテイトスペシャルのみに登場する森に住む木。クリスマスの日にだけ森の妖精が魔法をかけてくれる。
ウミガメのじょうおうさま
声 - 平野綾
2015年の「おかあさんといっしょ 夏特集」のポコポッテイトスペシャルのみに登場するウミガメ。ゾウガメのちょうろうさまが愛している「さっちゃん」とはこのウミガメのこと。
若い時に、ちょうろうさまと再び会うことを約束していたが、じょうおうさまになる訓練をしていた為行けず、こっそりぽていじまに行ったものの、ぽていじまへは出禁になってしまい、会えなくなっていた。
ちょうろうさまのことを「けんちゃん」と呼んでいる。

#### じゃがいも星人
2015年春のファミリーコンサート「じゃがいも星人にあいたいな」に登場する、ムテ吉らそっくりのじゃがいも星人出身の3人組。容姿がムテ吉ら3人に酷似しているが、細部が異なる他、服装が全く異なり、性格も対照的となっている。声優も別に配役されており、歴代の番組出演者（人形劇への声優出演含む）が起用され、ダンはメーコブに続いて歴代うたのおにいさんが配役されている。2015年12月23日から3日間の「冬特集」でピザっちらは本編にも登場し、ぽていじまでムテ吉たちと再会している。 
ピザっち
声 - 野沢雅子
じゃがいも星人の一人。ムテ吉とは対照的に大人しい性格をしている。
頭頂部に赤と黄色のモヒカンがある。服装は紺色と赤が基調。
野沢は第5作『うごけぼくのえ』でコリ役を担当していた。
ペペローナ
声 - 千葉千恵巳
じゃがいも星人3人組の一人で、紅一点。
ミーニャとは異なり耳が立っていて目が青い。ミーニャの服装がピンク基調なのに対し、こちらは赤基調の服装で水色のバスケットを持参している。
摘んだ花の数を巡ってミーニャと揉めたため、かぞえてんぐが乱入することになり、摘んだ数が同じだと判明してからは和解している。
千葉は前々作『ぐ〜チョコランタン』のズズ役も担当しており、2011年（平成23年）の「おいでよ！ 夢の遊園地」以来の出演、ズズの姉・アネムを演じていたムテ吉役のくまいともこ同コンサート以来の共演となった。
ダン
声 - 速水けんたろう（8代目うたのおにいさん）
じゃがいも星人の一人。メーコブに比べると積極的な性格で、気弱な彼に喝を入れる場面もある。
容姿の違いは、メーコブの角が丸まっているのに対して真っ直ぐ尖っている点、お腹の模様が三日月である点、服装が緑基調であるなど。
うたのおにいさんが配役されたのもメーコブ（ひなたは『BSおかあさんといっしょ』のうたのおにいさん）と同様で、2009年（平成21年）の「星空のメリーゴーラウンド〜50周年記念コンサート〜」以来の共演となった。

### その他
リス
ムテ吉の宿敵。毎回のようにムテ吉にイタズラをしかけていく。
ムーちゃん
メーコブが飼っている赤いオウム。

## 場所
ぽてい湯
ムテ吉のばーちゃんが経営している温泉であり、ムテ吉の家。
ぽてい山の広場
ジャバジャバの滝
都会とつながっているトンネルがある。
長老さまの森
ぽていどん海岸
ムテ吉たちがよく遊びに行く海岸。星模様の岩がたくさんあって、やしの木もある。
ぽてい遺跡
森の置く深くにあるララパがたまにやってくる古代遺跡。そこにはララパに関係する絵がたくさんあって、ドアを開けるには呪文を唱えないといけない。

## 音楽
主題歌「ポコポッテイト」
作詞・金杉弘子 / 作曲・斎藤ネコ / うた・ムテ吉、ミーニャ、メーコブ
第8作『にこにこ、ぷん』から続いたアニメーションOPから一新、ミニチュアセットやクレイモデルを用いた実写映像にCGを合成したOPとなった。
タイトルロゴはオープニングの最後に表示。
特集などの一部の放送回では伴奏とタイトルロゴ表示のみの短縮版が用いられる。最終回のラストでも挿入された。
エンディングテーマ「あしたてんきにな〜れ！」
作詞・日暮真三 / 作曲・赤坂東児 / うた・横山だいすけ、三谷たくみ、ムテ吉、ミーニャ、メーコブ
前作『モノランモノラン』から引き続き使用され、次作『ガラピコぷ〜』に交代後も1年間使用された。
段取りは前作とほとんど一緒だが、トンネルをくぐる時のかけ声を担当する着ぐるみがミーニャ固定から日替わりになり、セリフも「さぁ、元気に行くニャ！」から、「（中略）…行くよ！」に変わった。
劇中歌
特記無きものは作詞・金杉弘子 / 作曲・斎藤ネコ
うた ： ムテ吉
「ムテキのムテ吉」（第1話）
「おふろそうじナンバー1」（第3話）
「デッキブラシロック」（第7話）
「おお!せんべい」（第30話）
「おけでオーケー！」（第32話）
「ごめんなさいの1しゅうかん」（第65話、メーコブと一緒に歌ったこともある。）
「ともだちかげぼうし」（第82話）
「コラコラばあちゃん」
「さみしくない…さみしい…」
「ムテ吉えかきうた」
「まねっこかがみ」
「あいたいな」
「みんなのみち」
「ラーテルロック！」
「とーちゃん かーちゃん」
うた ： ミーニャ
「わたしはミーニャ」
「おしゃれはタイヘン！」（第17話）
「テニャー節」
「まほうしょうじょ ニャンコリーナ」
「はるいろファッション」
うた ： メーコブ
「ぼくはひつじのプリンス」（第11話）
「そらにつつまれて」（第99話）
「も〜っていわせて」
「おはなし聞いて！」
「ひつじ幼稚園 園歌」
うた ： ララパ
「ララパの歌」
「夏の少年」
うた ： ムテ吉、メーコブ
「もちつきペッタン」
「まわるおすしやさん」
うた ： ムテ吉、ミーニャ、メーコブ
「ポコポコ ぽてぽて ぽていじま」（第2話）
「おおきくなるなるたいそう」（第10話）
「おしゃれテントウムシ」（第14話）
「きょうはえんそく」（第18話）
「いらっしゃいませ ありがとう」（第59話）
「むしむしだいへんしん」（第60話）
「へっちゃらら おばけ」（第61話）
「げんきにはじまる1しゅうかん」（第65話）
「シュッシュゴゴー！」
「とんでけひこうき」
「ムテ吉たんていじむしょ」
「うがいで ラララ」
「がんばったおはなばたけ」
「もしかして…まいご?」
「ひこうき どこまでも」
「ゴー！ゴー！ハート」
「はみがきたのしい」
「サンサンサンバ!」
「てびょうしおんがくたい」
「ばけばけ たぬき」
「なかなおりのはし」
「なかよし ありがとう」
「きみがいるから」
「ぐんぐんげんき」
「さがそう!さんもじのことば」
「はるのかくれんぼ」
「おーい、春だよ！」
「ふうりんりんりん」
「暑中見舞いメドレー」
「なつまたね！」
「マロマロマローン」
「ゆきのあしおと」
「ゆきのほうせき」
「テロレロブラブラプリリリリーン」
「にっこり ともだち」
「トリャトリャ だいぼうけん」
「ぽていじまのいちねんかん」
うた ： ムテ吉、ミーニャ、メーコブ、ララパ
「あそぼう！ぽていどんかいがん」（第21話）
「みどりいっぱい げんきいっぱい」（第26話）
うた ： ゾウガメの長老さま
「よくかめよ」（第75話）
うた ： アオアシの郵便屋さん
「ああ、めおとばし」
「まっかなジャム」
うた ： マーモットさん
「まだまだ もっと！」
うた ： ムテ吉、メーコブ、ゾウガメの長老さま
「チョコチョコちょうだいチョコレート」
「にんじゃだにんじゃ」
うた ： ムテ吉、ミーニャ、メーコブ、ゾウガメの長老様
「はしづかいマスターゆびたいそう」
うた ： ムテ吉、ミーニャ、メーコブ、ララパ、アオアシの郵便屋さん
「おにぎり ころぎゅっぎゅ」
うた ： ムテ吉、ミーニャ、メーコブ、ララパ、ゾウガメの長老様、アオアシの郵便屋さん
「おしゃれサマー」（第62話）
うた ： キャラクター全員
「ポッテイト音頭」（第63話）
「ゆかげん いかが？」
その他
「おもいでたからばこ」
「ぎゅぎゅっとぎゅうにゅう」
「ありがとうのたからもの」
「クリスマスツリーにあつまろう」
「なんのあしあと?」
「たんぽぽ ぽっぽっぽ」
「きいて きいて」
「うちゅうにいってみたいな」
「おやすみ おやすみ」
「おてんきおねえさん」
「ぽていじまバスツアー」
「うちみず ひんやり」
「カメカメダンシング」
「カンガルーのポケット」
「ミーニャのえかきうた」
「まっしろなせかいであそぼう」
「おめでとうおめでとう」
「ありがとうありがとう」
「おえかきどうぶつえん」
「こんやはおつきみ」
「みんなのしっぽ」
「うたってハッピー」
「はまぐりさんじゅうしのうた」
「ぼうけんのたび」
「やりたいことはやってみよう」
「うみをみていたら」
「やっとあえた」
「ゆうきのマーチ」
「さよならのとき」

## 本コーナー以外での出演
当初は基本的に本コーナーとエンディング「あしたてんきにな〜れ！」のみの出演だったが、2013年度より他のスタジオコーナーにも出演するようになった。これは『ぐ～チョコランタン』以来である。
ムテ吉は『ぐ〜チョコランタン』のスプー（声：川村万梨阿 → 橘ひかり）以来、歌のコーナーに出演。スプーと同じく、くまい、加藤、ひなたがスタジオで生アテしている。
スタジオのコーナー（ムテ吉のみ、2013年4月1日 - 2016年3月31日）
歌のコーナー
「へんしんロボット★マックス」（2011年7月（初出）、2013年7月（撮り直し））
「げんきタッチ！」（2011年7月）
「ホ！ホ！ホ！」（2011年12月）
「ふたりはなかよし」（アオアシさんのみ、2011年12月）
「カレーライスのうた」（2012年12月）
「ちょんまげマーチ」（ムテ吉とメーコブのみ、2013年3月）
「コロンパッ」（2013年3月）
「すきすき！ナットウスキー」（2013年7月）
「なまムギ なまゴメ なまタマゴ」（2013年12月）
「おおきなかぶ」（2014年3月）
「おもちゃのチャチャチャ」（2014年3月）
「タンポポ団にはいろう!!」（2015年3月）
「みんなだれかがすきになる」（2016年3月）
元々はいとうまゆの卒業ソングだったが、本作の終了と同時に三谷たくみが卒業するのを踏まえ再録。このバージョンでは主人公3人がコーラスでも参加しているほか、日替わりコーナーの「やぎさんゆうびんリクエスト」と「なんだっけ?!」（2012年度までの「これなあに?」）の登場キャラクターも出演している。
ダンス
「ゴッチャ！」（特集のみ）
ムテ吉は「えっさっさ」の踊り、ミーニャは「ちょうちょ」の踊り、メーコブは「とけい」の踊りをする。2012年3月31日のいとうまゆ卒業時にも出演。
「パント！」（特集のみ）
ムテ吉は「バナナ」と「雪」と「ロープ」と「ロボット」のパントマイム、ミーニャは「タオル」と「傘」のパントマイム、メーコブは「風船」と「バナナ」のパントマイムをする（2012年度は、地方のファミリーコンサートでも適用されていた）。
曜日別のコーナー
「かぞえてんぐ」（ミーニャのみ、2013年4月3日 - 2016年3月30日）
コーナーの概要はこちらを参照。コーナー自体はミーニャ卒業後も横山の卒業まで1年間継続し、進行役は次作のチョロミーに引き継がれた。
「メーコブのおえかききぶん」（メーコブのみ、2013年4月4日 - 2014年3月20日）
2011年度より放送の「おえかきブギウギ」を改題・リニューアルしたコーナーで、横山だいすけに代わりメーコブが三谷たくみと共に進行する。
「め〜しゃしんかん」（メーコブのみ、2014年4月3日 - 2016年3月31日）
「メーコブのおえかききぶん」を改題し、リニューアル。
これまでのいわゆるお絵かきコーナーから、極端な接写で撮った写真の被写体を当てさせる内容に変更となった。メーコブが写真家に扮し、三谷は助手という位置づけ。
数枚ある写真が1枚ずつ開示され、後に登場する写真ほど物が分かりやすくなる。
写真を開示する際等の合言葉が「オーレ！」であり、メーコブが「愛と情熱の名（め〜）カメラマン」と呼ばれる等、スパニッシュ・フラメンコ風のノリで進む。
最終回（2016年3月31日放送分）は『ポコポッテイト』最終回より後に放送されたが、通常通り実施された。

## このコーナーの放送時間
| 期間       | 期間       | 放送時間（JST） | 放送時間（JST） | 放送時間（JST） | 放送時間（JST） |
| 期間       | 期間       | 本放送          | 本放送          | 再放送          | 再放送          |
| 期間       | 期間       | 平日            | 土曜            | 平日            | 土曜            |
| ---------- | ---------- | --------------- | --------------- | --------------- | --------------- |
| 2011.03.28 | 2013.03.29 | 08:10 - 08:15   | 08:07 - 08:12   | 16:45 - 16:50   | 17:07 - 17:12   |
| 2013.04.01 | 2014.03.28 | 08:10 - 08:15   | 08:06 - 08:11   | 16:45 - 16:50   | 17:06 - 17:11   |
| 2014.03.31 | 2015.03.27 | 08:07 - 08:12   | 08:03 - 08:08   | 16:42 - 16:47   | 17:03 - 17:08   |
| 2015.03.30 | 2016.03.31 | 08:06 - 08:11   | 08:04 - 08:09   | 16:36 - 16:41   | 17:04 - 17:09   |

## スタッフ
- 原作・脚本 - 金杉弘子（掲載 「めばえ」「ベビーブック」「げんき」）
- キャラクターデザイン・オープニングアニメーション - 土田ひろゆき
- ロゴデザイン - 重盛明人
- 音楽 - 斎藤ネコ（フェイスミュージック）
- 音楽制作 - ポニーキャニオン
- 音響効果 - 中嶋宏規
- 音響制作 - GAON
- 人形操演 - 長坂瑞美・木村ひとみ（ムテ吉）、上岡志輔子・後藤春美（ミーニャ）、菊地信二・土本将人（メーコブ）
- 人形操作 - 安藤ばく、依田久仁子、小野寺がん
- 人形製作 - リップ
- 人形美術 - 工房アテリア、アレグロ
- 演出・振付 - 大原晶子
- 制作 - NHKエデュケーショナル
- 制作・著作 - NHK

## 備考
ひなたおさむは、くまいもとこと加藤英美里とは活躍場面が完全に分けられており、アニメ作品出演には入らない。くまいと加藤はアニメ作品出演を中心に、ひなたは歌手・俳優業やイベント「ポコポッテイトがやってきた!!」を中心に就いている。冬特集版ではひなたのみ、オンラインコンテンツ「キッズワンダーランド」の案内役ではくまいのみ出演した。
着ぐるみのメインキャラクターのモデルになった動物は、ミーニャは最もポピュラーな「ネコ」、メーコブは「牛のようなヒツジ」と比較すると、ムテ吉は「ラーテル」という非常にマニアックな動物だったが、この作品をきっかけに注目を集め、放送を開始して1年以上たった頃には、日本で唯一飼育されている東山動植物園のオフィシャルブログに「ムテキチ」と書かれるほどになっている。また、着ぐるみのメインキャラクター全員、両親が健在であることが明確になっているのは『にこにこ、ぷん』以降唯一であり、非常に稀な作品になっている。
「おかあさんといっしょ」のエンディングで降ってくるハート型の風船は2011年5月2日の放送から『ポコポッテイト』のデザインとなり、ムテ吉達3人とララパが描かれ、端には『ポコポッテイト』のロゴマークが描かれたデザインとなっている。2015年度途中で2代目のデザインに変更された。
『にこにこ、ぷん』と『ドレミファ・どーなっつ!』を手掛けた井出隆夫は、本作の舞台のぽてい島もこの2作の舞台であるにこにこ島とどーなっつ島の近くに存在するという見解を持っている。なお、『にこにこ、ぷん』の面々とは2012年のスペシャルステージで初対面している。

## 放送終了とその後
2016年1月28日、NHKは2016年度改編に合わせて本作を同年4月2日の放送を以って終了し、4月4日から『ガラピコぷ〜』の放送を開始することを発表した。これを踏まえ、上記のように「みんなだれかがすきになる」を卒業ソングとした他、2016年3月21日からの4日間は2015年度の月曜日に放送した「ぽていじま放送局」の特別版と銘打ち、各々の日のテーマに沿って過去に放送された話や歌を再放送する特集が組まれた。
同年3月31日放送分で最終回となったが、番組の最後に三谷から後任の小野あつこへの交代の挨拶があった以外は通常と大きく変わらない編成となり、本作は放送終了の告知はされなかった。三谷同様、この回を以て通常放送の出演は終了した。
4月2日には、現役時代最後のファミリーコンサートとなった同年3月12日の金沢公演が放送された。
卒業後のスペシャルステージ「星で会いましょう!〜出会えばみんなおともだち〜」では3人がゲストとして登場し、『ガラピコぷ〜』のキャラクターとの共演が実現した。
2019年（令和元年）の『ワンワンといっしょ!夢のキャラクター大集合』「みんなで ゆめのももたろう」ではミーニャが単独でゲスト出演し、かぞえてんぐと再共演した。
同年8月14日に放送された『おかあさんといっしょ 60年スペシャル』内で、1回分の再放送が行われた。
同年秋に行われたファミリーコンサート「ふしぎな汽車でいこう〜60周年記念コンサート〜」にも出演。『にこにこ、ぷん』や『ガラピコぷ〜』のキャラクターらと再共演を果たした。
2024年（令和6年）10月3日、おかあさんといっしょ65周年スペシャルお誕生日ウィークで横山といっしょにムテ吉が登場した。また、本作の1回分の再放送も行われた。
2025年（令和7年）5月4日、本作の劇中歌をメインとした「うたのリクエストスペシャル ポコポッテイト」が放送。序盤にはリクエストされた楽曲が放送、中盤には「ポコポコぽていじま」などの劇中歌及び放送中に共演した横山と三谷の楽曲が放送、最後は放送中の体操ブンバ・ボーン!とエンディング あしたてんきにな～れ!でフィニッシュとなった。

## コンサート
「ワンワンといっしょ！ 夢のキャラクター大集合」シリーズでは当時のおにいさん・おねえさんを伴わず、本作の3人のみで出演した。
おかあさんといっしょ ファミリーコンサート
| 公演   | タイトル                                      | 出演者（一部を除く） |
| ------ | --------------------------------------------- | --- |
| 2011年 | ぽていじまへようこそ!                         | 横山だいすけ、三谷たくみ、小林よしひさ、いとうまゆ ムテ吉、ミーニャ、メーコブ ララパ、ゾウガメのちょうろうさま アオアシカツオドリのゆうびんやさん                                                                                                  |
| 2011年 | どうする！ どうなる？ ごちそうまつり          | 横山だいすけ、三谷たくみ、小林よしひさ、いとうまゆ ムテ吉、ミーニャ、メーコブ |
| 2012年 | ぽていじま・わくわくマラソン！                | 横山だいすけ、三谷たくみ、小林よしひさ、上原りさ ムテ吉、ミーニャ、メーコブ ララパ、ゾウガメのちょうろうさま アオアシカツオドリのゆうびんやさん マーモット3きょうだい                                                                              |
| 2012年 | うたとダンスのくるくるしょうてんがい          | 横山だいすけ、三谷たくみ、小林よしひさ、上原りさ ムテ吉、ミーニャ、メーコブ |
| 2013年 | ふしぎ！ ふしぎ！ おもちゃのおいしゃさん      | 横山だいすけ、三谷たくみ、小林よしひさ、上原りさ ムテ吉、ミーニャ、メーコブ たいらいさお |
| 2013年 | いたずらたまごの大冒険！                      | 横山だいすけ、三谷たくみ、小林よしひさ、上原りさ ムテ吉、ミーニャ、メーコブ |
| 2014年 | もじもじやしきからの挑戦状                    | 横山だいすけ、三谷たくみ、小林よしひさ、上原りさ ムテ吉、ミーニャ、メーコブ |
| 2014年 | しゃぼんだまじょとないないランド              | 横山だいすけ、三谷たくみ、小林よしひさ、上原りさ ムテ吉、ミーニャ、メーコブ |
| 2015年 | じゃがいも星人にあいたいな                    | 横山だいすけ、三谷たくみ、小林よしひさ、上原りさ ムテ吉、ミーニャ、メーコブ |
| 2015年 | わくわく！ ゆめのおしごとらんど               | 横山だいすけ、三谷たくみ、小林よしひさ、上原りさ ムテ吉、ミーニャ、メーコブ |
| 2019年 | ふしぎな汽車でいこう 〜60周年記念コンサート〜 | 花田ゆういちろう、小野あつこ、福尾誠、秋元杏月 チョロミー、ムームー、ガラピコ 眞理ヨシコ、坂田おさむ、神崎ゆう子 速水けんたろう、茂森あゆみ 横山だいすけ、小林よしひさ、上原りさ じゃじゃまる、ぴっころ、ぽろり スプー、ムテ吉、ミーニャ、メーコブ |

おかあさんといっしょ スペシャルステージ／ワンワンといっしょ！ 夢のキャラクター大集合
| 公演   | タイトル                                                 | 出演者（一部を除く） |
| ------ | -------------------------------------------------------- | --- |
| 2012年 | みんないっしょに！ ファン ファン スマイル                | 横山だいすけ、三谷たくみ、小林よしひさ、上原りさ ムテ吉、ミーニャ、メーコブ ワンワン、パックン、リン、コロン 坂田おさむ、いとうまゆ、じゃじゃまる、ぴっころ、ぽろり                               |
| 2013年 | みんないっしょに！ 空までとどけ！ みんなの想い！         | 横山だいすけ、三谷たくみ、小林よしひさ、上原りさ ムテ吉、ミーニャ、メーコブ ワンワン、ことちゃん、ゆうくん、コロ、バウ シュッシュ、ポッポ、なお （VTR出演）ララパ、うーたん、せいや、パンタン駅長 |
| 2014年 | 魔女がおじゃましま〜ジョ！                               | ワンワン、ムテ吉、ミーニャ、メーコブ シュッシュ、ポッポ、なお、せい] パックン、リン、コロン、エリック、BO、BEA コッシー、サボさん、オフロスキー、はいだしょうこ                                   |
| 2014年 | みんないっしょに！ げんきいっぱい！ ゴー！ ゴー！ ゴー！ | 横山だいすけ、三谷たくみ、小林よしひさ、上原りさ ムテ吉、ミーニャ、メーコブ、ワンワン シュッシュ、ポッポ、なお、せいや （VTR出演）パンタン駅長                                                    |
| 2015年 | 春のプリンセスとおさむい将軍                             | [ワンワン、ムテ吉、ミーニャ、メーコブ シュッシュ、ポッポ、なお、せいや オフロスキー、ニャンちゅう、ジャンジャン 坂田おさむ、はいだしょうこ                                                        |
| 2015年 | みんないっしょに！ 歌って遊んで 夢の大ぼうけん！         | 横山だいすけ、三谷たくみ、小林よしひさ、上原りさ ムテ吉、ミーニャ、メーコブ ワンワン、シュッシュ、ポッポ、なお、せいや                                                                            |
| 2016年 | 真冬の大運動会                                           | ワンワン、ジャンジャン、ムテ吉、ミーニャ、メーコブ コッシー、サボさん、オフロスキー シュッシュ、ポッポ、なお、せいや けっさくくん、エリック、キコ                                                 |
| 2016年 | 星で会いましょう！ 〜出会えばみんなおともだち〜          | 横山だいすけ、小野あつこ、小林よしひさ、上原りさ チョロミー、ムームー、ガラピコ シュッシュ、ポッポ、なお、せいや ムテ吉、ミーニャ、メーコブ                                                       |
| 2019年 | みんなで ゆめのももたろう                                | ワンワン、ジャンジャン、ジャンコ シュッシュ、ポッポ、ゆめ、たいせい オフロスキー、かぞえてんぐ、ミーニャ アズキ、マロン、茶太郎 （VTR出演）コッシー、サボさん                                     |

## イベント
ポコポッテイトがやってきた!!
各地域で行われていたイベントである。
出演者 - ムテ吉、ミーニャ、メーコブ、瀧本瞳、西けいこ、山下はるか、つのだりょうこ、はいだしょうこ、坂田おさむ、ひなたおさむ、杉田あきひろ（2013年3月まで）、速水けんたろう（2015年4月以降）
ポコポッテイト小劇場
各地域で行われていたイベントである。ステージショーと写真撮影の2部制。
出演者 - ムテ吉、ミーニャ、メーコブ
ポコポッテイト ファミリーステージ
出演者 - ムテ吉、ミーニャ、メーコブ、杉田あきひろ、瀧本瞳、坂田おさむ、はいだしょうこ、関沢圭司、いとうまゆ、つのだりょうこ、きよこ

## 共演者
5年間の放送期間の内、メンバー変更は1度のみで、2012年度からの4年間は同一のメンバー構成で固定されている。
- 小林よしひさ（11代目たいそうのおにいさん。2011年3月28日 - 2016年4月2日。）
- いとうまゆ（「ゴッチャ！」のおねえさん。2011年3月28日 - 2012年3月31日。）
- 横山だいすけ（11代目うたのおにいさん。2011年3月28日 - 2016年4月2日。2024年10月3日〈ムテ吉のみ〉。）
- 三谷たくみ（20代目うたのおねえさん。2011年3月28日 - 2016年4月2日。）
- 上原りさ（「パント！」のおねえさん、2012年4月2日 - 2016年4月2日）

本作放送終了後
- 眞理ヨシコ（初代うたのおねえさん。ファミリーコンサート「ふしぎな汽車でいこう」〈以下、福尾誠まで、'同上と表記〉）
- 坂田おさむ（8代うたのおにいさん。同上。）
- 神崎ゆう子（16代うたのおねえさん。同上。）
- 速水けんたろう（9代うたのおにいさん。同上。）
- 茂森あゆみ（17代うたのおねえさん。同上。）
- 小野あつこ（21代目うたのおねえさん。同上。）
- 福尾誠（12代目たいそうのおにいさん。同上。）
- 花田ゆういちろう（12代目うたのおにいさん。ムテ吉のみ。2024年10月3日。）
- 秋元杏月（初代たいそうのおねえさん。ムテ吉のみ。2024年10月3日。）
- ながたまや（22代目うたのおねえさん。ムテ吉のみ。2024年10月3日。）
- 佐久本和夢（13代目たいそうのおにいさん。ムテ吉のみ。2024年10月3日。）
- にこにこ、ぷん（「ふしぎな汽車でいこう」）
- ガラピコぷ〜（「ふしぎな汽車でいこう」）
- ファンターネ!（ムテ吉のみ。2024年10月3日。）